# Conops flavipes

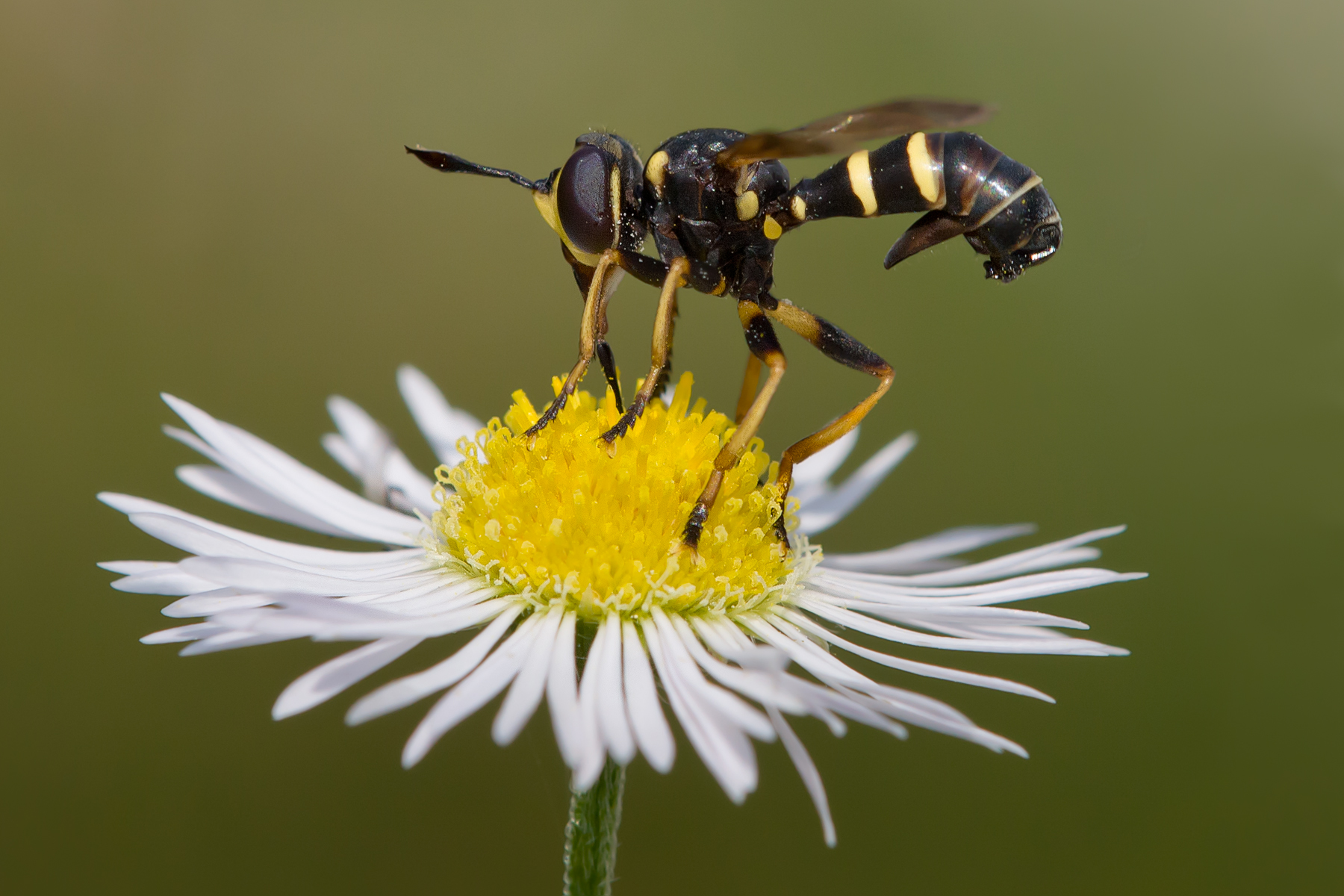
Weibchen der Art Dunkle Wespendickkopffliege (Conops flavipes). Gut zu erkennen ist die Theka am Hinterleib, die dornförmige Vergrößerung der Sternite 5 und 6 mit dessen Hilfe die Eier an den jeweiligen Wirt angeheftet werden

Conops flavipes ist eine Art aus der Familie der Blasenkopffliegen (Conopidae). Sie ist die häufigste Art der Gattung Conops in Mitteleuropa. 

## Merkmale
Die Fliegen erreichen eine Körperlänge von 9 bis 13 Millimetern. Die Grundfarbe des Körpers ist blauschwarz. Auf der Unterseite des Gesichtes befindet sich ein schwarzer Kiel, die Stirn ist seitlich gelb. Die schwarzen Fühler sind ebenso wie der dicke Saugrüssel länger als der Kopf. Das dritte Glied der Fühler ist gelegentlich bräunlich. Die Schulterbeulen vorne am Thorax und die Halteren sind hellgelb, das Schildchen (Scutellum) ist bis auf die gelbe Spitze schwarz. Die Beine sind gelbbraun, wobei die Schenkel (Femora) jeweils einen breiten dunklen Ring tragen. Der Hinterleib besitzt seitlich auf dem ersten Segment ein Paar kleiner gelber Beulen, auf dem zweiten bis vierten Segment leicht wulstige gelbe Binden und ist am fünften und sechsten Segment mattgelb bestäubt. Bei den Weibchen schimmert die Unterseite des Gesichts weiß und nur das zweite und dritte Hinterleibssegment trägt eine schmale gelbe Binde am Hinterrand.

## Lebensweise
Die Art kommt in Europa, Zentral- und Ostasien vor. Man findet sie im offenen Gelände, etwa auf Wiesen, Wegrändern und an Trockenrasen. Die Imagines fliegen in Mitteleuropa von Juni bis August an Blüten. Die Larven entwickeln sich parasitisch in den Nestern von Dunklen Erdhummeln (Bombus terrestris) und von Bienen der Gattung Osmia. 